# バッハハーゲル
バッハハーゲル (ドイツ語: Bachhagel) は、ドイツ連邦共和国バイエルン州シュヴァーベン行政管区のディリンゲン・アン・デア・ドナウ郡に属す町村（以下、本稿では便宜上「町」と記載する）である。この町は、ジルゲンシュタイン行政共同体に属している。

## 地理
バッハハーゲルは、シュヴェービシェ・アルプの支脈の1つであるバッハタールに位置している。シュタウフェンで湧出したツヴェルクバッハ川が町内を流れている。この町はアウクスブルク開発計画地域の一部である。

### 自治体の構成
この自治体は、5つのゲマインデタイル（村落、集落、開墾地などの小地区）からなる。
- バッハハーゲル
- ブルクハーゲル
- オーバーベヒンゲン
- シェーフホーフ
- シュトックホーフ

この町は、バッハハーゲル、ブルクハーゲル、オーバーベヒンゲンの3つのゲマルクング（合併前の旧自治体にあたる地区）からなる。

### 隣接する市町村
この町は、ギンゲン・アン・デア・ブレンツ（ハイデンハイム郡）、ジルゲンシュタイン、ツェシンゲン、ディシンゲン（ハイデンハイム郡）、ツィールトハイム、ハウンスハイム、メトリンゲンと境を接している。

## 歴史

### 自治体の成立まで
ハーゲル城の判明している最初の所有者は、1145年に帝国ミニステリアーレとして初めて記録されているハーゲル家である。バッハハーゲルは、1269年/1271年に Hagel（ハーゲル）として初めて記録されている。これは「丘」あるいは「岩の丘陵」を意味する。隣の教区集落ブルクハーゲルも、同じくハーゲルという名であった。両者を区別するために、小川 (Bach) 沿いの集落はバッハハーゲル、城 (Burg) に近い集落はブルクハーゲルと呼ばれるようになった。ハーゲル城は1447年または1462年に破壊され、再建されなかった。オーバーベヒンゲンは、1581年から1622年までウルムの都市貴族ロート・フォン・シュレッケンシュタイン家の所有であった。ハンス・カスパー・ロート・フォン・シュレッケンシュタインが1564年にオーバーベヒンゲン城館を建設した。現在の町域は、ノイブルク＝ズルツバッハ公領のゲリヒト・ヘーヒシュテット（直訳: ヘーヒシュテット裁判区。当時は司法と行政が分離されておらず、行政区でもあった。）に属した。1777年からはバイエルン選帝侯領の一部となった。1818年の自治体令によってバッハハーゲル、ブルクハーゲル、オーバーベヒンゲンの3つの自治体が成立した。

### 町村合併
バイエルン州の地域再編に伴い、1978年5月1日にブルクハーゲルとオーバーベヒンゲンがバッハハーゲルに合併した。

## 住民

### 人口推移
| 年         | 1961 | 1970 | 1987 | 1991 | 1995 | 2000 | 2005 | 2010 | 2015 | 2020 |
| ---------- | ---- | ---- | ---- | ---- | ---- | ---- | ---- | ---- | ---- | ---- |
| 人口（人） | 1544 | 1564 | 1788 | 1973 | 2139 | 2314 | 2410 | 2288 | 2192 | 2249 |

1988年から2018年までの間にこの町の人口は、1833人から2213人へ、380人、約 20.7 % 増加した。

## 行政

### 議会
バッハハーゲルの町議会は、第1町長と14人の議員で構成される。

### 首長
2020年3月15日の選挙で、インゴ・ヘルシュテルン (CSU) は、2人の対立候補を相手に 80.4 % の支持票を獲得して町長に選出された。彼の前任者はイングリート・クレンメル (CDU) で、2008年から2020年まで町長を務めた。

### 紋章
図柄: 黒と金で左右に塗り分けられ湾曲したシェブロン。その中のやや下方に青い波帯が引かれ、胸壁を持つ塔と小さな赤い屋根がついた銀色の城砦が描かれている。主部は、向かって左は金地に黒い Sperrhaken が斜めに配置されている。向かって右は黒地で、赤いたてがみと赤い尾を持ち、赤い舌と爪で威嚇しながら登って行くユニコーン。
解説: 黒い Sperrhaken は、ハーゲル家の紋章から採られた。紋章の城はハーゲル城を思わせる。ユニコーンはかつてのオーバーベヒンゲンの紋章にあった意匠で、ロート・フォン・シュレッケンシュタイン家の紋章のシンボルである。
この紋章は、1988年に認可された。

## 文化と見どころ

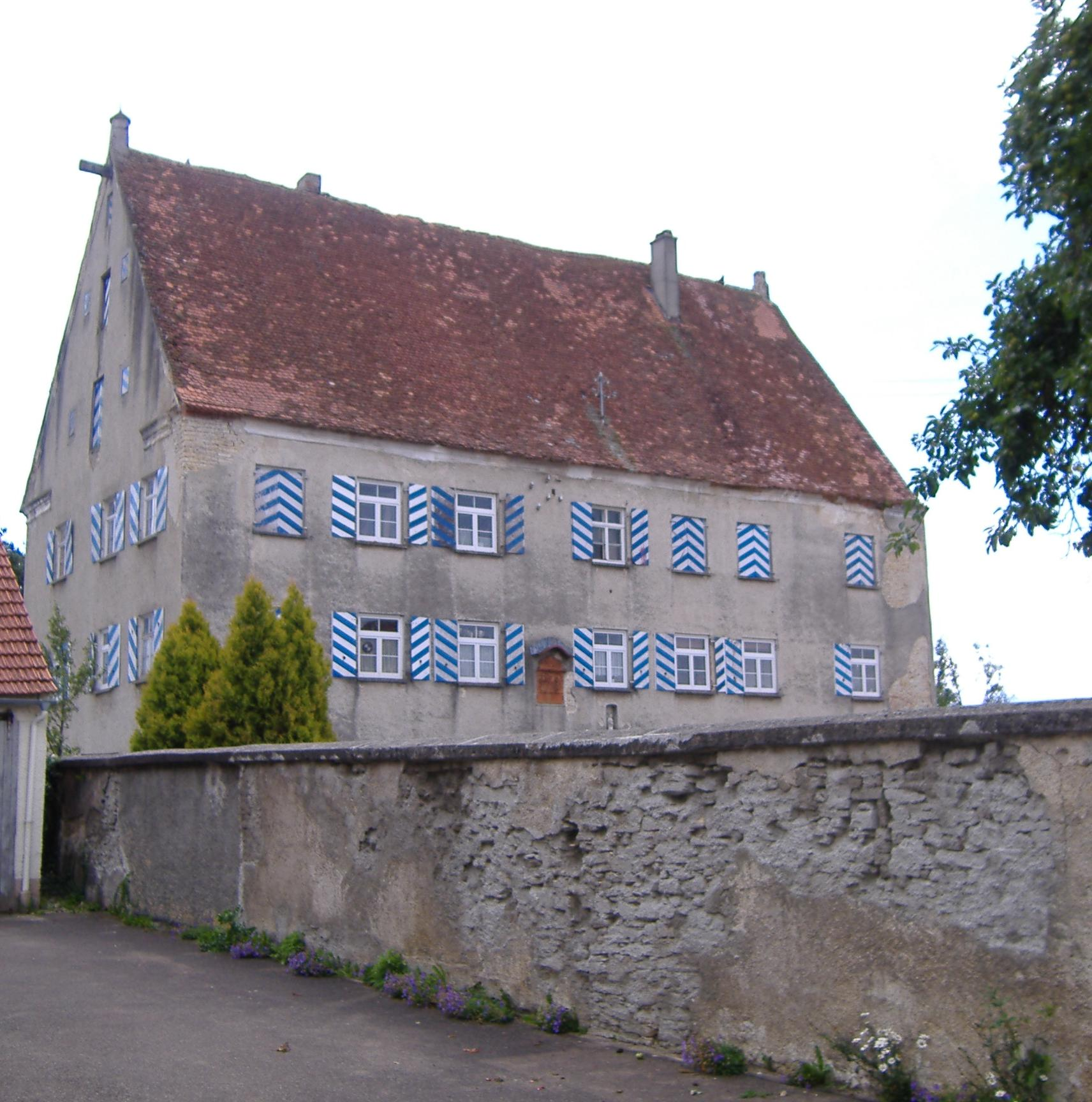
オーバーベヒンゲン城館

### 建築
- バッハハーゲルのカトリック教区教会マリア被昇天教会
- バッハハーゲルのカトリック墓地礼拝堂聖ゲオルク礼拝堂
- ブルクハーゲルのカトリック教区教会聖ペーター教会
- オーバーベヒンゲンのカトリック教区教会聖ミヒャエル教会
- オーバーベヒンゲン城館

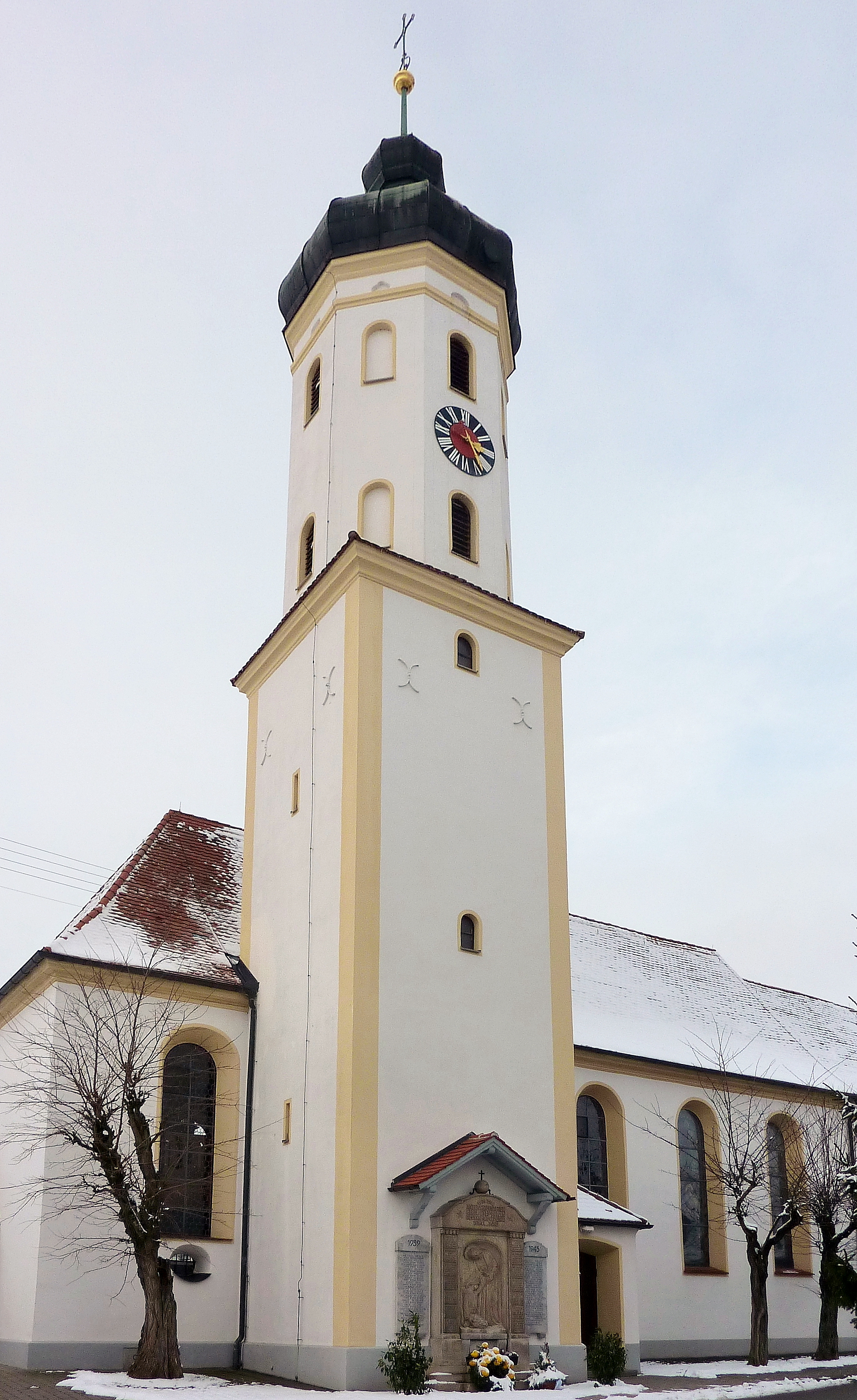
マリア被昇天教会
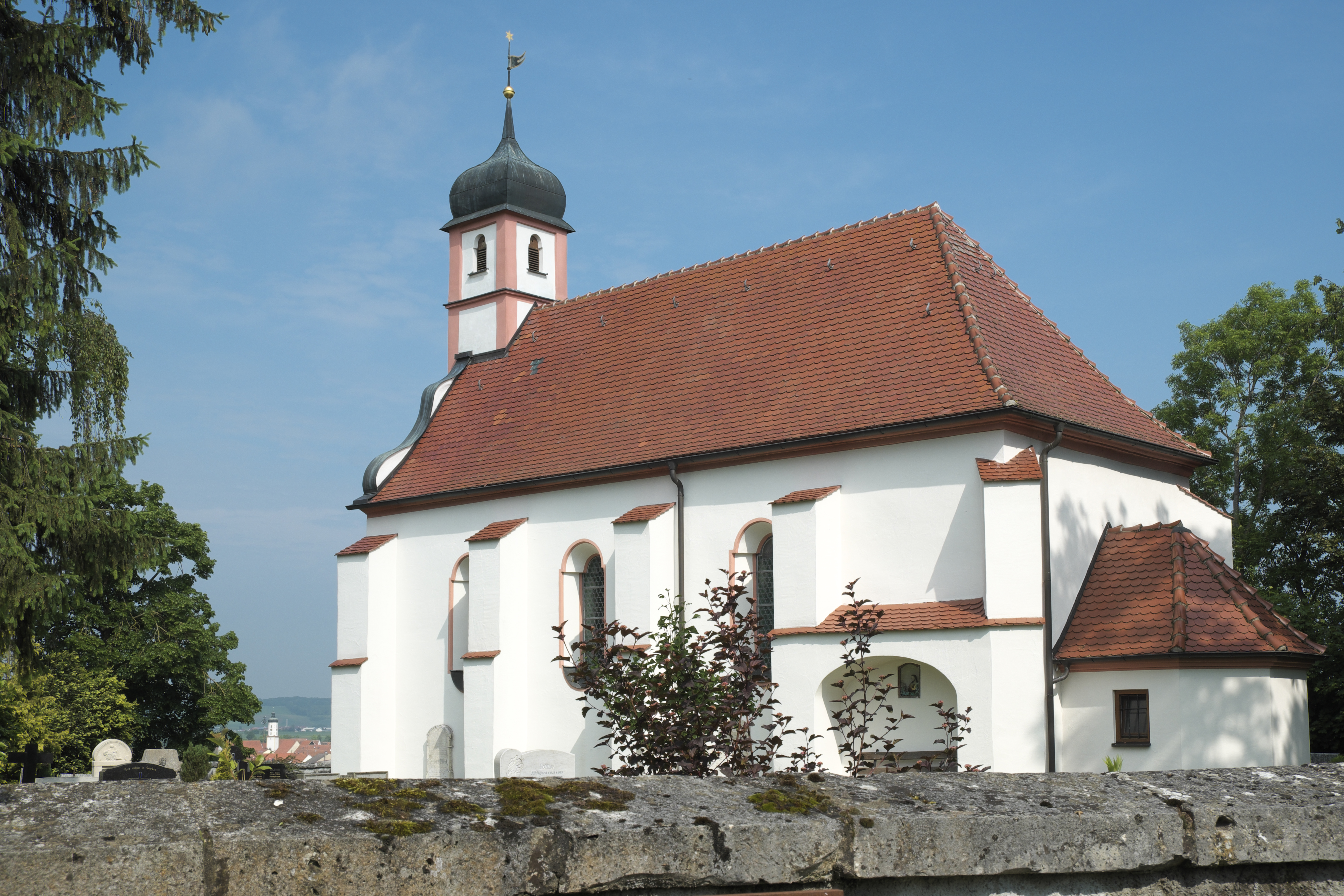
聖ゲオルク礼拝堂
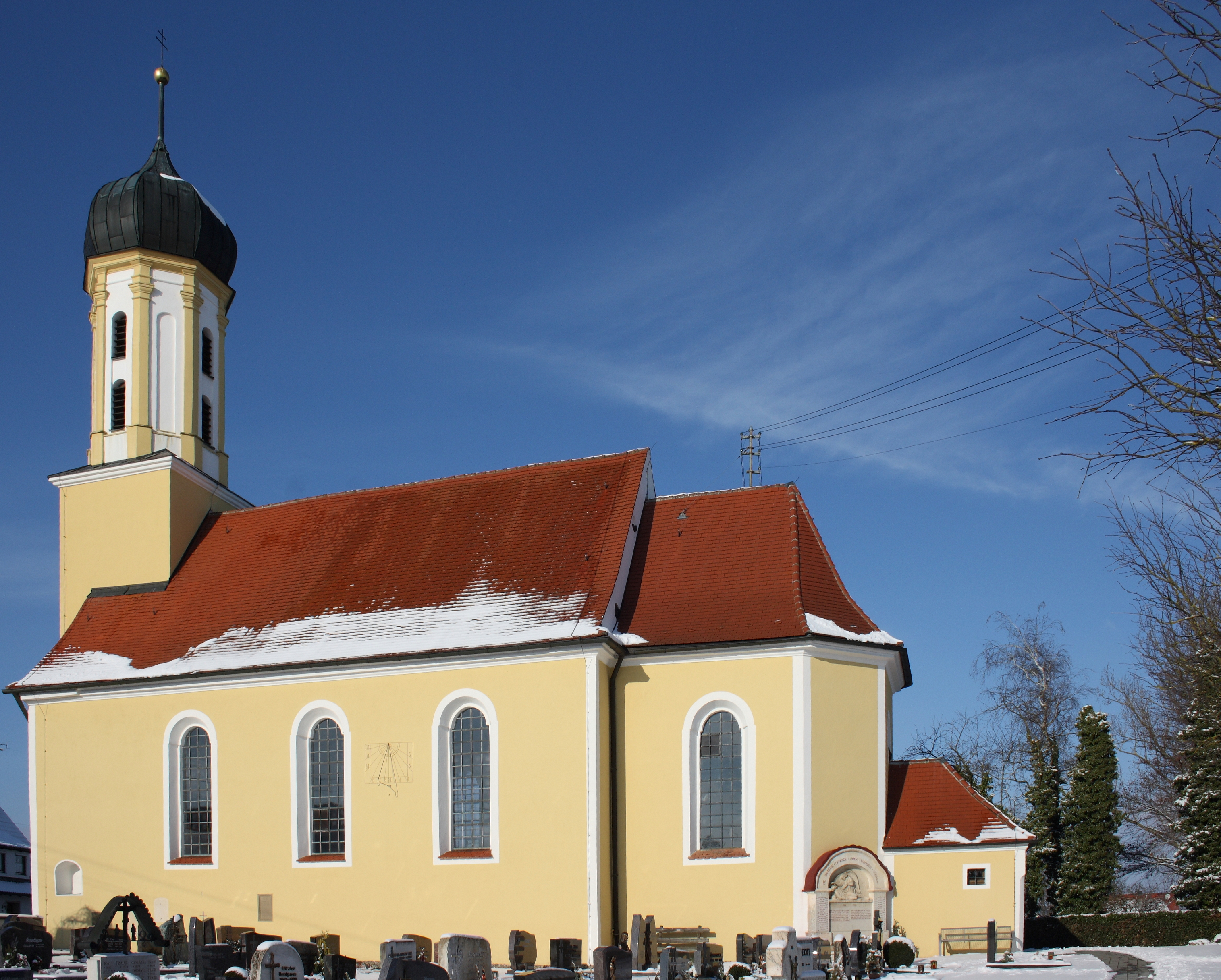
聖ペーター教会
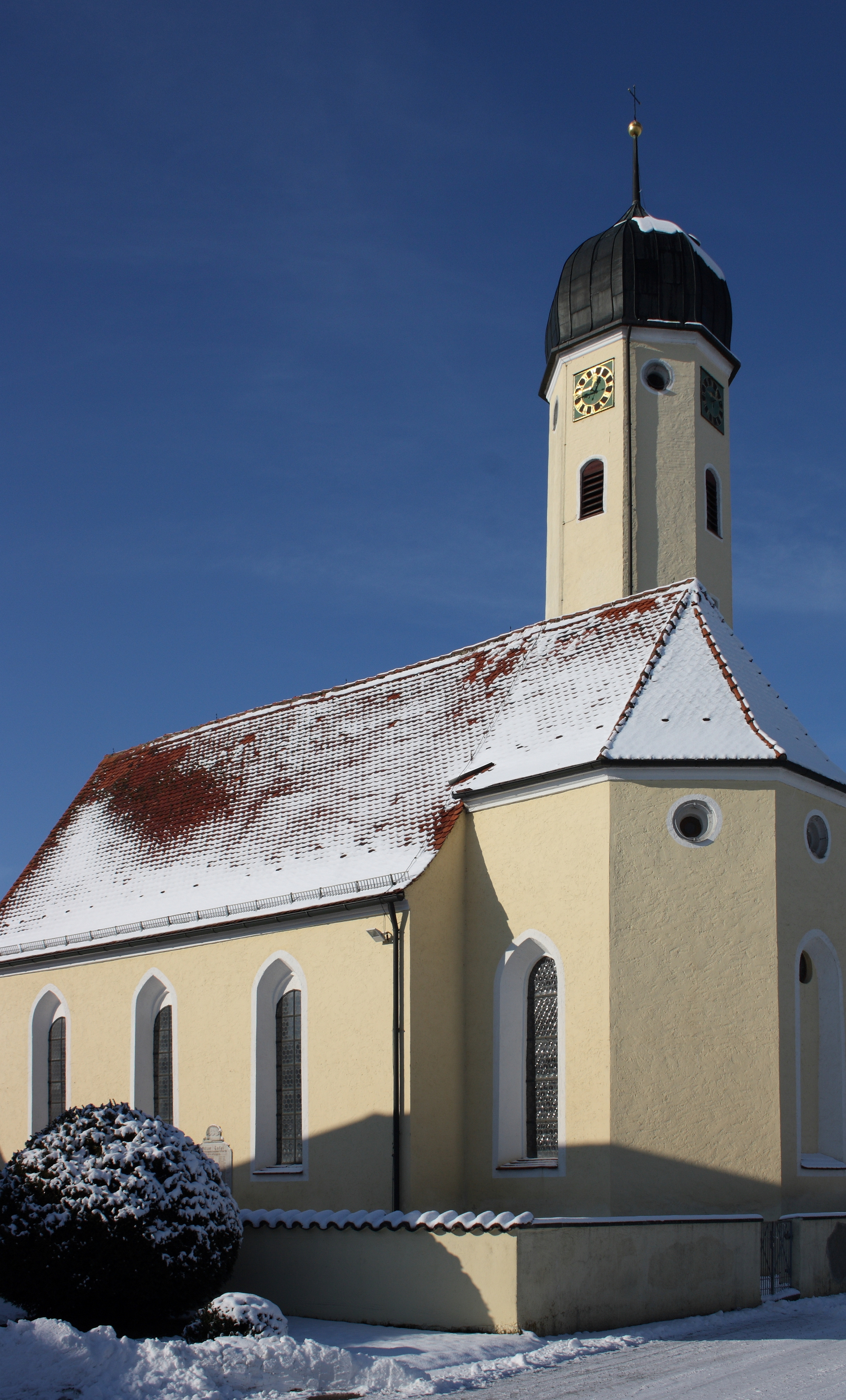
聖ミヒャエル教会

## 経済と社会資本

### 経済
公式統計によれば、2022年現在バッハハーゲルでは、製造業に195人、その他の業種に191人の社会保険支払い義務のある労働者が働いている。この街に住む社会保険支払い義務のある労働者は1084人である。2020年には農家が23軒あり、農業用地の面積は 874 ha で、このうち748 ha が農耕地、126 ha が牧草地などの緑地である。
2022年の税収は 2,836,000ユーロで、このうち 771,000ユーロが産業税であった。

### 教育
この町には以下の教育施設がある（2023年現在）。
- 児童教育施設 1園: 定員150人に対して、120人が在籍している[13]。
- バッハタール基礎課程学校ジルゲンシュタイン＝バッハハーゲル: 本部はジルゲンシュタインにあり、バッハハーゲルにも校舎がある。

## 人物

### 出身者
- ウルリヒ・グラーフ（1878年 - 1950年）国家社会主義の政治家。親衛隊および突撃隊の隊員。
- フーベルト・ションガー（ドイツ語版、英語版）（1897年 - 1978年）映画監督、プロデューサー。
- フランク・シュミット（ドイツ語版、英語版）（1974年 - ）サッカー選手、指導者